# Nebria andalusia
Nebria andalusia – gatunek chrząszcza z rodziny biegaczowatych i podrodziny leszowych.
Gatunek ten opisał po raz pierwszy Jules Pierre Rambur w 1837 roku. W 1842 roku niezależnie opisał go Pierre Hippolyte Lucas pod nazwą Nebria variabilis.
Chrząszcz o ciele z wierzchu jednolicie czarnym. Głowa jest mniejsza względem przedplecza, a czułki i głaszczki ciemniejsze niż u podobnego lesza truskawczaka. Przedplecze jest ku tyłowi silniej niż u wspomnianego gatunku zwężone, a pokrywy mają bardziej równoległe boki. Kąt pomiędzy krawędzią boczną i przednią danej pokrywy jest dobrze zaznaczony i wynosi 100–110°. W trzecim międzyrzędzie leży pięć grzbietowych punktów szczecinkowych (chetoporów dyskalnych). Skrzydła tylnej pary są niemal zawsze w pełni wykształcone. 
Wszystkie pary odnóży mają stopy z wierzchu delikatnie owłosione (w przypadku starcia się włosków, widoczne pozostają drobne dołeczki).
Gatunek palearktyczny, zachodniośródziemnomorski, znany z Portugalii, Hiszpanii, Włoch, Maroka, Algierii i Tunezji.